# 朗当
朗当（法語：Randan，法語發音：[ʁɑ̃dɑ̃]）是法国多姆山省的一个市镇，属于里永区。

## 地理
朗当（46°1'4"N, 3°21'17"E）面积15.65 平方千米，位于法国奥弗涅-罗讷-阿尔卑斯大区多姆山省，该省份为法国中南部省份，北起阿列省接壤，东临卢瓦尔省，南至上盧瓦爾省和康塔爾省，西接科雷兹省和克勒兹省。
与朗当接壤的市镇（或旧市镇、城区）包括：博蒙莱朗当、圣克莱芒德雷尼亚、圣但尼孔巴尔纳扎、圣普列斯特-布拉姆方、圣西尔韦斯特-普拉古兰、莱塞尔新城。

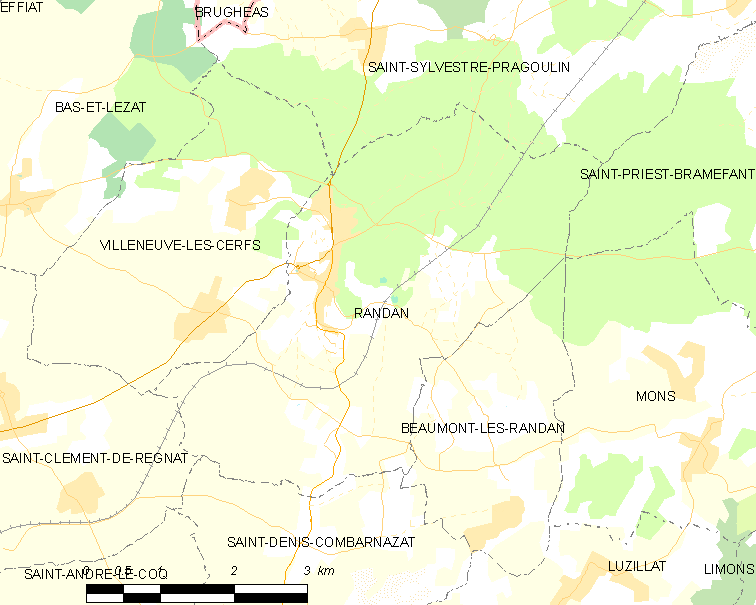
朗当的OSM定位图

朗当的时区为UTC+01:00、UTC+02:00（夏令时）。

## 行政
朗当的邮政编码为63310，INSEE市镇编码为63295。

## 政治
朗当所属的省级选区为马兰格县。

## 人口

1962-2008年间朗当人口变化图示

朗当于2022年1月1日时的人口数量为1622人。